# Mangarewa (grupa etniczna)
Mangarewa (Mangareva) – grupa etniczna w Polinezji Francuskiej, rdzenni mieszkańcy wyspy Mangareva i sąsiednich wysp Archipelagu Gambiera, odłam Polinezyjczyków. W 1985 roku ich liczebność wynosiła ok. 1 tys. osób. Wywodzą się od grupy Polinezyjczyków, którzy w XII wieku przybyli na wyspę z archipelagu Markizów. Do ich tradycyjnych zajęć zalicza się rybołówstwo oraz uprawa taro, jamsu i batatów. 
Mangarewa w większości wyznają katolicyzm. Posługują się językiem mangarewa z rodziny polinezyjskiej, w użyciu jest także język francuski.